# (2956) Yeomans
(2956) Yeomans (1982 HN1; 1950 JG; 1974 RN1; 1977 DL10) ist ein ungefähr neun Kilometer großer Asteroid des mittleren Hauptgürtels, der am 28. April 1982 vom US-amerikanischen Astronomen Edward L. G. Bowell am Lowell-Observatorium, Anderson Mesa Station (Anderson Mesa) in der Nähe von Flagstaff, Arizona (IAU-Code 688) entdeckt wurde.

## Benennung
(2956) Yeomans wurde nach dem Himmelsmechaniker Donald K. Yeomans benannt, der am Jet Propulsion Laboratory arbeitete und Spezialist des International Halley Watch war.